# Василевський Радомир Борисович
Радоми́р Бори́сович Василе́вський (27 вересня 1930, Челябінськ, РРФСР, СРСР — 10 лютого 1998, Одеса, Україна) — радянський і український кінорежисер та кінооператор. Заслужений діяч мистецтв Української РСР (1973)..

## Життєпис
Народився 27 вересня 1930 у Челябінську. У 1954 році закінчив операторський факультет Всесоюзного Державного інституту кінематографії, майстерню професора Бориса Волчека. Його дипломна робота — короткометражні фільми «Повість про дитячу іграшку» та «Ільменський заповідник» вийшли на екран, а «Ільменський заповідник» був відзначений призом на Міжнародному фестивалі студентських робіт.
Відразу ж після інституту Василевський був запрошений кінооператором на кіностудію «Молдова-фільм», де зняв перший молдавський художній фільм «Молдавські наспіви», режисера Олексія Золотницького.
З 1955 року Радомир Василевський працював кінооператором-постановником Одеської кіностудії, а в 1964 дебютував як режисер-постановник. Згодом він став режисером дитячого кінематографа, дуже багато і плідно співпрацював з ленінградським письменником Радієм Погодіним, лауреатом Державної премії РРФСР ім. Н. К. Крупської та володарем Почесного диплому Міжнародної премії імені Г. К. Андерсена. Практично всі їх спільні роботи відзначені Призами і нагородами на республіканських, Всесоюзних та Міжнародних кінофестивалях («Крок з даху» — на МКФ в Італії, а «Що у Сеньки було» — на МКФ у Західному Берліні — приз ЮНІСЕФ) за акторські роботи 5-, 7-, 9-річних акторів, за режисуру, за образотворчу майстерність, за комбіновані зйомки, за музику.

## Родина
Був чотири рази одружений. Першою дружиною була Лілія Василевська, з якою вони навчалися в одному інституті. Друга дружина — виконавиця головної ролі у фільмі «Весна на Зарічній вулиці», акторка Ніна Іванова. Третя дружина — Тетяна Кукаркіна, яка після розлучення одружилася з Володимиром Ворошиловим. Вчетверте Радомир Василевський одружився з Тетяною Піддубною. Мав двох доньок, від першого та четвертого шлюбів.

## Нагороди
- Орден Трудового Червоного Прапора
- Орден «Знак Пошани»
- Почесне звання Заслужений діяч мистецтв УРСР
- Почесна Грамота Верховної Ради Білорусі

## Фільмографія
| - 1999 — Як коваль щастя шукав - 1995 — Без нашийника - 1994 — Тринь-бринь - 1992 — Гріх - 1990 — Рок-н-рол для принцес - 1986 — Без сина не приходь! - 1985 — Дайте нам чоловіків! - 1984 — Що у Сеньки було - 1982 — 4:0 на користь Тетянки - 1981 — Очікування - 1979 — Іподром - 1977 — Втеча з в'язниці - 1976 — Квіти для Олі - 1975 — Подорож місіс Шелтон - 1974 — Розповіді про Кешку та його друзів - 1972 — Увімкніть північне сяйво - 1970 — Крок з даху - 1967 — Дубравка - 1965 — Погоня (у співавт. з В. Ісаковим) | - 1962 — Приходьте завтра... - 1960 — Повернення - 1959 — Зелений фургон - 1959 — Чорноморочка (у співавт. з В. Симбірцевим) - 1957 — Орлятко - 1956 — Весна на Зарічній вулиці (у співавт. з П. Тодоровським) - 1955 — Молдавські наспіви (у співавт. з П. Тодоровським) | - 1965 — Комеск (мисливець) |